# Peste septicémique
 Mise en garde médicale
La peste septicémique est la plupart du temps une complication de la peste bubonique, due à une multiplication très importante des bacilles dans la circulation sanguine. 

## Physiopathologie
Cette variété de peste apparaît quand les défenses des ganglions lymphatiques et les autres types de défense sont dépassés. Les lésions qui apparaissent dans certains organes sont les suivantes :
- myocardite (inflammation du myocarde constituant le muscle cardiaque lui-même) et que l'on nomme interstitielle diffuse, elle s'accompagne d'une dilatation (augmentation de volume) du cœur ;
- une destruction des tissus composant le foie ;
- une destruction de la rate qui survient de façon diffuse.
- une atteinte rénale et plus spécifiquement des glomérules (zones permettant la filtration du sang pour obtenir l'urine), qui contiennent des thrombi (petit caillot sanguin constitués de fibrine qui est une variété de protéine)
- survenue d'une perturbation de la coagulation sanguine à type de coagulation intravasculaire disséminée (petit caillot de sang se constituant dans la circulation sanguine générale) pouvant être à l'origine d'une atteinte des vaisseaux, d'ecchymoses et de pétéchies (petite hémorragie cutanée).

En elle-même, la peste septicémique n'est pas contagieuse. Elle peut le devenir si elle évolue en peste pneumonique.

## Clinique
Au cours des épidémies, la peste septicémique se manifeste par un début brutal : syndrome infectieux très sévère (fièvre à 41 °C), des manifestations digestives, neurologiques et cardiovasculaires. Le foie et la rate sont augmentés de volume (hépatomégalie et splénomégalie).
Ce syndrome évolue vers une hypotension (chute de la tension artérielle) réfractaire (que l'on arrive difficilement à récupérer), des troubles hémorragiques et une gangrène (destruction des tissus) des extrémités. La méningite est une manifestation inhabituelle de la peste.
Lorsque la maladie atteint ce stade, le pronostic demeure extrêmement réservé, même avec les moyens thérapeutiques actuels de réanimation des pays développés. Sans traitement, la peste septicémique est presque toujours mortelle.